# Nymphopsis cuspidata
Nymphopsis cuspidata är en havsspindelart som först beskrevs av Hodgson, T.V. 1910.  Nymphopsis cuspidata ingår i släktet Nymphopsis och familjen Ammotheidae. Inga underarter finns listade i Catalogue of Life.